# Línea 11 (TUC Pamplona)
| 11 | Ezkaba ↔ Galaria — Mutiloa Industrialdea Ezcaba ↔ Galaria — Polígono Mutilva |

La línea 11 del Transporte Urbano Comarcal de Pamplona (EHG/TUC) es una línea de autobús urbano que conecta la zona de Galaria y el Polígono de Mutilva pasando por Pamplona y llegando hasta el barrio Ezcaba. Tiene dos extensiones, una a Galaria y otra a Mutilva.
A lo largo de su recorrido conecta lugares importantes como el parque Aranzadi, el Puente de la Magdalena, la plaza de toros Monumental de Pamplona, el Frontón de Labrit, la plaza del Castillo, la calle Estafeta, el Teatro Gayarre, la plaza de las Merindades, la plaza Príncipe de Viana, la estación de autobuses de Pamplona, la plaza de los Fueros, la Ciudadela de Pamplona, el estadio El Sadar, la Zona Comercial Galaria y el Polígono de Mutilva.

## Historia
La línea abrió en 1991, explotada por la COTUP. Es el resultado de la segreación de la línea 5 en dos líneas distintas: la 5 y la 11. El recorrido que se le asigna es Orvina 2 ↔ Universidad Pública.
En 1999, con la reordenación del Transporte Urbano Comarcal, se amplía hasta Galaria.
En septiembre de 2015 se mejoraron las frecuencias para la extensión a Galaria.
En septiembre de 2017, con el conocido como Plan de Amabilización del Centro de Pamplona, se eliminó la parada en la plaza de las Merindades, en sentido Ezcaba, y se sustituyó por una en la Calle Paulino Caballero.

## Explotación

### Frecuencias
La línea está operativa todos los días del año. Estas son las frecuencias del tronco de la línea:
- Laborables: 15' (de 06:35 a 22:38)
- Sábados: 20' (de 06:33 a 22:33)
- Domingos y festivos: 30' (de 06:33 a 22:33)

Uno de cada dos autobuses da servicio a cada extensión entresemana y los sábados a la mañana.

### Recorrido
Todos los autobuses realizan todo el recorrido entre Ezcaba y El Sadar. Después, uno de cada dos autobuses da servicio a cada extensión, excepto los sábados a la tarde y los domingos, que van todos a Galaria.

## Paradas
|  | Parada                                         | Parada | Parada | Parada | Parada | Parada | Parada                                         | Municipio  | Correspondencia                          |  |
|  | ---------------------------------------------- | ------ | ------ | ------ | ------ | ------ | ---------------------------------------------- | ---------- | ---------------------------------------- |  |
|  | Calle Canal (frente nº25)                      |        |        | ■      |        |        | Kanala Kalea (25aren parean)                   | Pamplona   |                                          |  |
|  | Calle Canal (frente nº20)                      |        |        | ■      |        |        | Kanala Kalea (20aren parean)                   | Pamplona   |                                          |  |
|  | Calle Canal (Calle Jose María Jimeno)          |        |        | ■      |        |        | Kanala Kalea (Jose Maria Jimeno Kalea)         | Pamplona   |                                          |  |
|  | Calle Juan de Tarazona nº299                   |        |        | ■      |        |        | Juan Tarazonakoa Kalea 299                     | Pamplona   | 3 7 21                                   |  |
|  | Calle Padre Adoain (frente nº42)               |        |        | ■      |        |        | Adoain Aita Kalea (42aren parean)              | Pamplona   |                                          |  |
|  | Magdalena Kalea (frente nº4)                   |        |        | ■      |        |        | Magdalena Kalea (4aren parean)                 | Pamplona   | 3 5 21                                   |  |
|  | Puente de la Magdalena                         |        |        | ■      |        |        | Magdalenako Zubia                              | Pamplona   | 3 5 21                                   |  |
|  | Bajada de Labrit                               |        |        | ■      |        |        | Labriteko Aldapa                               | Pamplona   | 2 3 5 6 21                               |  |
|  | Calle de los Teobaldos nº1-5                   |        |        | ■      |        |        | Teobaldoaren Kalea 1-5                         | Pamplona   | 1 2 3 4 5 6 8 9 10 12 17 18 20 22 23 25  |  |
|  | Avenida de Zaragoza nº6-8                      |        |        | ■      |        |        | Zaragozako Etorbidea 6-8                       | Pamplona   | 1 2 3 4 5 8 9 10 12 15 17 18 20 21 23 25 |  |
|  | Avenida de Zaragoza (frente nº13)              |        |        | ■      |        |        | Zaragozako Etorbidea (13aren parean)           | Pamplona   | 1 2 5 23                                 |  |
|  | Avenida de Zaragoza (frente nº25)              |        |        | ■      |        |        | Zaragozako Etorbidea (25aren parean)           | Pamplona   | 1 2 5 16 23                              |  |
|  | Avenida de Zaragoza nº32                       |        |        | ■      |        |        | Zaragozako Etorbidea 32                        | Pamplona   | 5 16                                     |  |
|  | Avenida de Zaragoza nº56-58                    |        |        | ■      |        |        | Zaragozako Etorbidea 56-58                     | Pamplona   | 5 16                                     |  |
|  | Avenida de Zaragoza nº72                       |        |        | ■      |        |        | Zaragozako Etorbidea 72                        | Pamplona   | 16                                       |  |
|  | Calle Sadar (Calle Zolina)                     |        |        | ■      |        |        | Sadar Kalea (Zolina Kalea)                     | Pamplona   |                                          |  |
|  | Calle Sadar nº14                               |        |        | ■      |        |        | Sadar Kalea 14                                 | Pamplona   |                                          |  |
|  |                                                |        |        |        |        |        |                                                |            |                                          |  |
|  | Calle Sadar (Edificio El Sario)                |        | •      |        |        |        | Sadar Kalea (El Sario Eraikina)                | Pamplona   |                                          |  |
|  | Calle La Morea (frente Calle C)                |        | •      |        |        |        | La Morea Kalea (C Kalearen parean)             | Mutilva    |                                          |  |
|  | Calle La Morea (Calle C)                       |        | •      |        |        |        | La Morea Kalea (C Kalea)                       | Mutilva    |                                          |  |
|  | Vial a Galaria (frente Edificio El Sario)      |        |        |        | •      |        | Galariaren Bidea (El Sario Eraikinaren parean) | Pamplona   |                                          |  |
|  | Centro Comercial Galaria                       |        |        |        | •      |        | Galaria Merkaritzagunea                        | Cordovilla |                                          |  |
|  |                                                |        |        |        |        |        |                                                |            |                                          |  |
|  | Centro Comercial Galaria                       |        |        |        | •      |        | Galaria Merkaritzagunea                        | Cordovilla |                                          |  |
|  | Calle La Morea (Calle C)                       |        | •      |        |        |        | La Morea Kalea (C Kalea)                       | Mutilva    |                                          |  |
|  |                                                |        |        |        |        |        |                                                |            |                                          |  |
|  | Calle Sadar (frente Edificio El Sario)         |        |        | ■      |        |        | Sadar Kalea (El Sario Eraikinaren parean)      | Pamplona   |                                          |  |
|  | Calle Sadar (frente Navarra Arena)             |        |        | ■      |        |        | Sadar Kalea (Nafarroa Arenaren parean)         | Pamplona   |                                          |  |
|  | Calle Sadar (frente nº14)                      |        |        | ■      |        |        | Sadar Kalea (14aren parean)                    | Pamplona   |                                          |  |
|  | Calle Sadar (Parque Orfeón Pamplonés)          |        |        | ■      |        |        | Sadar Kalea (Iruñeko Orfeoia Parkea)           | Pamplona   |                                          |  |
|  | Avenida de Zaragoza (frente nº72)              |        |        | ■      |        |        | Zaragozako Etorbidea (72aren parean)           | Pamplona   | 16                                       |  |
|  | Avenida de Zaragoza nº61                       |        |        | ■      |        |        | Zaragozako Etorbidea 61                        | Pamplona   | 5 16                                     |  |
|  | Avenida de Zaragoza nº45-47                    |        |        | ■      |        |        | Zaragozako Etorbidea 45-47                     | Pamplona   | 5 16                                     |  |
|  | Avenida de Zaragoza nº25                       |        |        | ■      |        |        | Zaragozako Etorbidea 25                        | Pamplona   | 1 2 5 16 23                              |  |
|  | Avenida de Zaragoza nº13                       |        |        | ■      |        |        | Zaragozako Etorbidea 13                        | Pamplona   | 1 2 5 23                                 |  |
|  | Calle de Navarro Villoslada (Plaza de la Cruz) |        |        | ■      |        |        | Navarro Villosladaren Kalea (Gurutzeko Plaza)  | Pamplona   | 5                                        |  |
|  | Calle de Paulino Caballero nº15                |        |        | ■      |        |        | Paulino Caballeroren Kalea 15                  | Pamplona   | 1 2 3 4 5 6 8 9 10 12 17 18 20 22 23 25  |  |
|  | Calle Cortes de Navarra nº3                    |        |        | ■      |        |        | Nafarroako Gorteen Kalea 3                     | Pamplona   | 2 3 5 6 21                               |  |
|  | Puente de la Magdalena                         |        |        | ■      |        |        | Magdalenako Zubia                              | Pamplona   | 3 5 21                                   |  |
|  | Calle Magdalena (frente nº1)                   |        |        | ■      |        |        | Magdalena Kalea (1aren parean)                 | Pamplona   | 3 5 21                                   |  |
|  | Calle Juan de Tarazona (frente nº39)           |        |        | ■      |        |        | Juan Tarazonarekin Kalea (39aren parean)       | Pamplona   |                                          |  |
|  | Calle Juan de Tarazona (frente nº299)          |        |        | ■      |        |        | Juan Tarazonarekin Kalea (299aren parean)      | Pamplona   | 3 7 21                                   |  |
|  | Calle Canal (Calle Cuenca de Pamplona)         |        |        | ■      |        |        | Kanala Kalea (Iruñerria Kalea)                 | Pamplona   |                                          |  |
|  | Calle Canal nº18-20                            |        |        | ■      |        |        | Kanala Kalea 18-20                             | Pamplona   |                                          |  |
|  | Calle Canal (frente nº25)                      |        |        | ■      |        |        | Kanala Kalea (25aren parean)                   | Barañáin   |                                          |  |

## Tráfico
| Año  | Pasajeros  | Variación |
| ---- | ---------- | --------- |
| 2018 | 2 039 565  | ▲ 3,0%    |
| 2019 | 22 100 515 | ▲ 3,0%    |

## Futuro
No se prevén nuevas extensiones o modificaciones del servicio por ahora.